# عبد الحميد الدبيبة
عبد الحميد الدَّبَيْبَة (1959-) هو رئيس الوزراء الليبي لعام 2021 انتخبه ملتقى الحوار الليبي لهذا المنصب بتاريخ 5 فبراير 2021 في مدينة جنيف حاصلًا على 39 صوتًا. وهو رجل أعمال وسياسي لِيبي، حاصل على ماجستير في الهندسة من كندا، ورئيس مجلس إدارة الشركة الليبية للتنمية والاستثمار القابضة (لدكو)، وهو مؤسس ورئيس تيار «ليبيا المستقبل».
في 10 فبراير 2022، كلف البرلمان فتحي باشاغا بتشكيل حكومة جديدة. وفي 1 مارس 2022، أُزيح الدبيبة من منصب رئيس الوزراء بعد منح الثقة لحكومة باشاغا. لكن بحكم الأمر الواقع ما زال الدبيبة يمارس مهامة كرئيس الحكومة من العاصمة طرابلس تزامنا مع رفضه تسليم السلطة لباشاغا.

## سيرته
- ولد في مدينة مصراتة الليبية.
- أشرف على عدد من أعمال البنى التحتية في ليبيا كالمطارات والملاعب وخطوط تمديد المياه.
- تربط عبد الحميد دبيبة علاقات وثيقة مع تركيا.[11]

## الأزمة مع البرلمان
في 20 سبتمبر 2021، تقدم 41 نائبا ببرلمان طبرق الليبي بطلب لرئاسة البرلمان من أجل سحب الثقة من حكومة عبد الحميد الدبيبة، بعد الاستماع إلى إجاباتها وردودها في جلسة الاستجواب التي عقدت قبل أسبوعين. وفي 21 سبتمبر، أعلن المتحدث باسم مجلس النواب الليبي سحب الثقة من حكومة الوحدة الوطنية برئاسة عبد الحميد الدبيبة، حيث صوت 89 من أصل 113 نائب على سحب الثقة. لكن المجلس الأعلى للدولة ومقره طرابلس، أعلن رفضه إجراءات سحب الثقة مشيرا إلى أنها «باطلةً لمخالفتها الإعلان الدستوري والاتفاق السياسي، ويعتبر كل ما يترتب عنها باطلا».
وفي أغسطس 2021، لوّح رئيس مجلس النواب عقيلة صالح، بإمكانية نظر المجلس في مسألة سحب الثقة من الحكومة، منتقداً «أداء الحكومة فيما يتعلق بتوحيد المؤسسات، وتوفير متطلبات المواطنين من الغذاء والدواء والكهرباء، والمصالحة الوطنية، والاستعداد للانتخابات».
وفي 10 فبراير 2022، عين البرلمان فتحي باشاغا رئيسا للوزراء خلفا للدبيبة. بينما لم يعترف الأخير بذلك وأعلن استمراره في منصبه وهو الأمر الذي أيدته الأمم المتحدة أيضا.

## محاولة اغتياله
في الساعات الأولى من صباح الخميس 10 فبراير 2022، تعرض رئيس الوزراء الليبي عبد الحميد الدبيبة لمحاولة اغتيال حين أطلق مجهولون النار على سيارته في طرابلس. حيث أكدت وسائل إعلام أن رئيس الوزراء «كان عائدا إلى بيته عندما أُطلق الرصاص من سيارة أخرى قبل أن تلوذ بالفرار». لكن الدبيبة نجا من محاولة الإغتيال. ونقلت قناة «ليبيا الأحرار» عن مصدر حكومي، قوله إن «الدبيبة تعرض لمحاولة اغتيال في طرابلس، حيث تعرضت سيارته لوابل من الرصاص باستهداف مباشر».
وتأتي محاولة الإغتيال هذه في ظل أزمة سياسية بالبلاد بين حكومة الدبيبة والبرلمان.
قال المتحدث باسم الأمم المتحدة، ستيفان دوجاريك، أنهم يسعون للحصول على صورة أوضح بشأن ما يحدث من تطورات في ليبيا، مضيفا: «لقد رأينا التقارير الصحفية حول محاولة الاغتيال لكننا لم نتلق أي تأكيد. لذا سأترك الأمر عند هذا الحد في الوقت الحالي». بينما أكد دوجاريك على أن المنظمة الدولية لا تزال تدعم عبد الحميد الدبيبة بوصفه رئيسا للوزراء في ليبيا.